# North American Soccer League 1981
Il 14º campionato NASL, disputatosi nel 1981, fu giocato da 21 delle 24 squadre della stagione precedente. Infatti, dopo la fine della NASL 1980, le squadre di Washington D.C., Houston e Rochester si ritirarono. La capitale tuttavia rimase nel campionato perché il suo posto fu preso dai Detroit Express che si spostarono e continuarono così l'esperienza dei Washington Diplomats. I New England Tea Men divennero i Jacksonville Tea Men e i Philadelphia Fury divennero i Montréal Manic. Stante il contemporaneo spostamento in Canada anche dei Memphis Rogues, divenuti i Calgary Boomers, quel paese vantò nel 1981 la presenza più qualificata in NASL, con 5 compagini su 21 (ivi contando anche Toronto e Vancouver, già vincitori del torneo una volta a testa, ed Edmonton).
Campioni 1981 furono i Chicago Sting, che vinsero il primo dei loro due titoli, battendo in finale i campioni uscenti dei New York Cosmos.

## Formula
Vista la composizione irregolare del tabellone, fu abbandonata la formula delle conference e si tornò alle divisioni. Ne furono previste cinque (orientale, meridionale, centrale, occidentale e nord-occidentale). Ad accedere agli ottavi di finale furono le migliori quindici piazzate tra tutte le divisioni:
- Ottavi di finale: la squadra con il miglior punteggio fu ammessa direttamente ai quarti di finale. Le altre quattordici si affrontarono in ordine opposto di punteggio (la squadra con il secondo miglior punteggio affrontò quella con il quindicesimo e così via).
- Quarti di finale: da disputarsi tra le vincenti del turno precedente. La squadra ammessa direttamente ai quarti affrontò la qualificata con il punteggio più basso in regular season.
- Semifinali: da disputarsi tra i vincitori delle semifinali, sempre seguendo il criterio di prima scelta alla squadra con il punteggio più alto in regular season. Tutti e tre i turni si disputarono con il meccanismo delle due partite su tre con diritto per la miglior piazzata durante la regular season di giocare in casa la seconda e la eventuale terza gara di spareggio.
- Soccer Bowl (finale per il titolo). Da disputarsi tra le due vincenti le semifinali in gara unica in campo neutro a Toronto (ON).

## Punteggio
- 6 punti per la vittoria;
- 0 punti per la sconfitta;
- 4 punto per la vittoria dopo gli shootout
- 1 punto supplementare per ogni goal segnato durante un incontro, fino a un massimo di 3

## Squadre partecipanti
- Eastern Division: Montréal Manic, New York Cosmos, Toronto Blizzard, Washington Diplomats
- Southern Division: Atlanta Chiefs, Fort Lauderdale Strikers, Jacksonville Tea Men, Tampa Bay Rowdies
- Central Division: Chicago Sting, Dallas Tornado, Minnesota Kicks, Tulsa Roughnecks
- Western Division: California Surf, Los Angeles Aztecs, San Diego Sockers, San Jose Earthquakes
- Northwest Division: Calgary Boomers, Edmonton Drillers, Portland Timbers, Seattle Sounders, Vancouver Whitecaps

## Classifiche

### Regular Season

#### Eastern Division
|  | Squadra    | V  | P  | GF | GS | PT  |
|  | ---------- | -- | -- | -- | -- | --- |
|  | New York   | 23 | 9  | 80 | 49 | 200 |
|  | Montréal   | 15 | 17 | 63 | 57 | 141 |
|  | Washington | 15 | 17 | 59 | 58 | 135 |
|  | Toronto    | 7  | 25 | 39 | 82 | 77  |

#### Southern Division
|  | Squadra        | V  | P  | GF | GS | PT  |
|  | -------------- | -- | -- | -- | -- | --- |
|  | Atlanta        | 17 | 15 | 62 | 60 | 151 |
|  | Ft. Lauderdale | 18 | 14 | 54 | 46 | 144 |
|  | Jacksonville   | 18 | 14 | 51 | 46 | 141 |
|  | Tampa Bay      | 15 | 17 | 63 | 64 | 139 |

#### Central Division
|  | Squadra   | V  | P  | GF | GS | PT  |
|  | --------- | -- | -- | -- | -- | --- |
|  | Chicago   | 23 | 9  | 84 | 50 | 195 |
|  | Minnesota | 19 | 13 | 63 | 57 | 163 |
|  | Tulsa     | 17 | 15 | 60 | 49 | 154 |
|  | Dallas    | 5  | 27 | 27 | 71 | 54  |

#### Western Division
|  | Squadra     | V  | P  | GF | GS | PT  |
|  | ----------- | -- | -- | -- | -- | --- |
|  | San Diego   | 21 | 11 | 67 | 49 | 173 |
|  | Los Angeles | 19 | 13 | 53 | 55 | 160 |
|  | California  | 11 | 21 | 60 | 77 | 117 |
|  | San Jose    | 11 | 21 | 44 | 78 | 108 |

#### Northwest Division
|  | Squadra   | V  | P  | GF | GS | PT  |
|  | --------- | -- | -- | -- | -- | --- |
|  | Vancouver | 21 | 11 | 74 | 43 | 186 |
|  | Calgary   | 17 | 15 | 59 | 54 | 151 |
|  | Portland  | 17 | 15 | 52 | 49 | 141 |
|  | Seattle   | 15 | 17 | 60 | 62 | 137 |
|  | Edmonton  | 12 | 20 | 60 | 79 | 123 |

### Ottavi di finale
|                      |   |                         | Gara 1 | Gara 2 | Gara 3 |                         |
| Tulsa Roughnecks     | - | Minnesota Kicks         | 1 - 3  | 0 - 1  |        | 22 e 26 agosto 1981     |
| Portland Timbers     | - | San Diego Sockers       | 2 - 1  | 1 - 5  | 0 - 2  | 22, 26 e 30 agosto 1981 |
| Jacksonville Tea Men | - | Atlanta Chiefs          | 3 - 2  | 2 - 1  |        | 23 e 25 agosto 1981     |
| Calgary Boomers      | - | Ft. Lauderdale Strikers | 1 - 3  | 0 - 2  |        | 23 e 26 agosto 1981     |
| Tampa Bay Rowdies    | - | Vancouver Whitecaps     | 4 - 1  | 1 - 0  |        | 23 e 26 agosto 1981     |
| Seattle Sounders     | - | Chicago Sting           | 2 - 3  | 2 - 0  | 2 - 3  | 23, 26 e 30 agosto 1981 |
| Montréal Manic       | - | Los Angeles Aztecs      | 5 - 3  | 2 - 3  | 2 - 1  | 24, 27 e 30 agosto 1981 |

### Quarti di finale
|                         |   |                   | Gara 1 | Gara 2 | Gara 3 |                          |
| Tampa Bay Rowdies       | - | New York Cosmos   | 3 - 6  | 3 - 2  | 0 - 2  | 2, 5 e 9 settembre 1981  |
| Montréal Manic          | - | Chicago Sting     | 3 - 2  | 2 - 4  | 2 - 4  | 2, 5 e 10 settembre 1981 |
| Ft. Lauderdale Strikers | - | Minnesota Kicks   | 3 - 1  | 3 - 0  |        | 2 e 6 settembre 1981     |
| Jacksonville Tea Men    | - | San Diego Sockers | 2 - 1  | 1 - 2  | 1 - 3  | 2, 6 e 9 settembre 1981  |

### Semifinali
|                         |   |                 | Gara 1 | Gara 2 | Gara 3 |                            |
| Ft. Lauderdale Strikers | - | New York Cosmos | 3 - 4  | 1 - 4  |        | 12 e 16 settembre 1981     |
| San Diego Sockers       | - | Chicago Sting   | 2 - 1  | 1 - 2  | 0 - 1  | 12, 16 e 21 settembre 1981 |

### Finale (Soccer Bowl '81)
| 26 settembre 1981 | Chicago Sting | 1 – 0 | New York Cosmos | Toronto (ON), Exhibition Stadium |
| 26 settembre 1981 |               |       |                 | Toronto (ON), Exhibition Stadium |